# Herbarz Scheiblerów
Herbarz Scheiblerów (niem. Das Scheiblersche Wappenbuch, ang. Scheibler Armorial) – niemiecki rękopiśmienny herbarz. rozpoczęty ok. 1450 roku, zawierający 476 wizerunków herbów. W XVII wieku uzupełniony dalszymi 148 ilustracjami. Nazwa rękopisu pochodzi od nazwiska jego długoletnich posiadaczy, rodu Freiherrów von Scheibler z Nadrenii. Herbarz przechowywany jest w Bayerische Staatsbibliothek (Bawarskiej Bibliotece Państwowej) pod sygnaturą Cod.icon. 312 c.
Herbarz składa się z dwóch zasadniczych części. Starsza powstała ok. lat 1450-1480, zawiera 470 całostronnicowych wizerunków herbów, w stylu późnogotyckim.
Część młodsza pochodząca z XVI–XVII w. dodaje 148 herbów, z których wiele pozostało nieukończonych.
Dzieło zawiera herby rodów panujących Rzeszy, wyższej szlachty i rycerstwa Bawarii, Frankonii, Alzacji, Miśni, Niderlandów, Lotaryngii, Burgundii, Szwabii i Tyrolu.
Przykłady herbów z Herbarza Scheiblerów

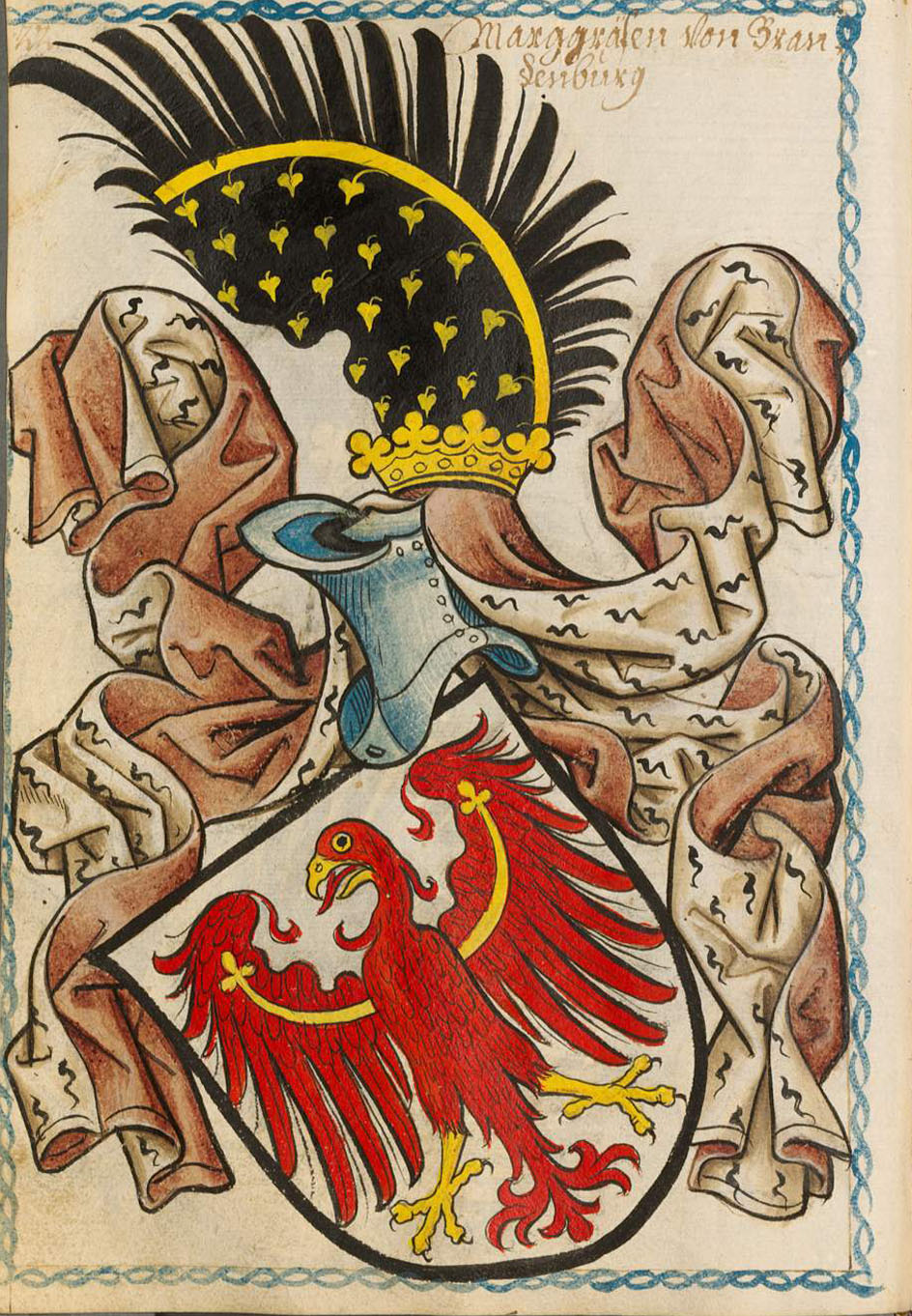
Herb margrabiego Branderburgii
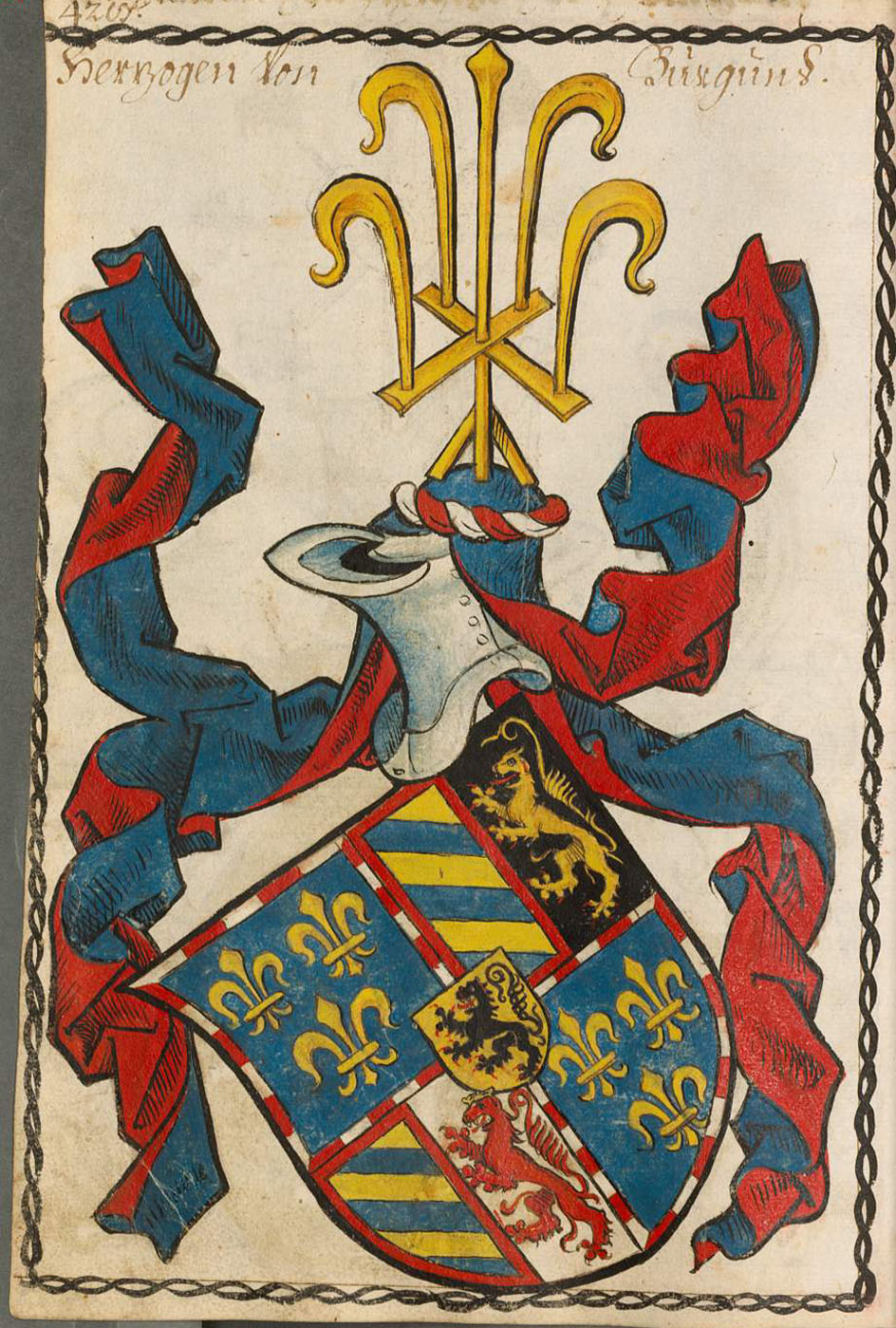
Herb księcia Burgundii
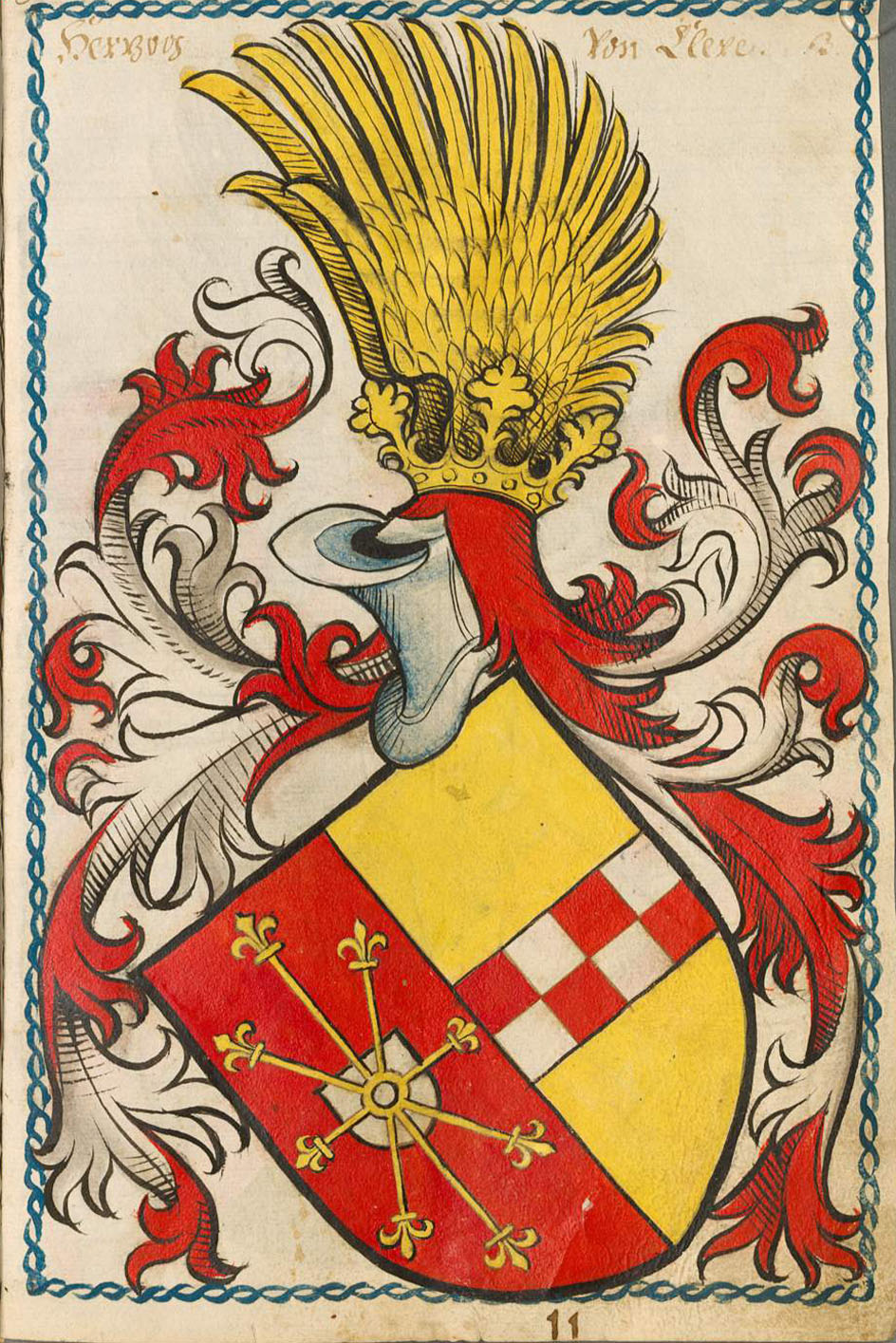
Herb księcia Kleve
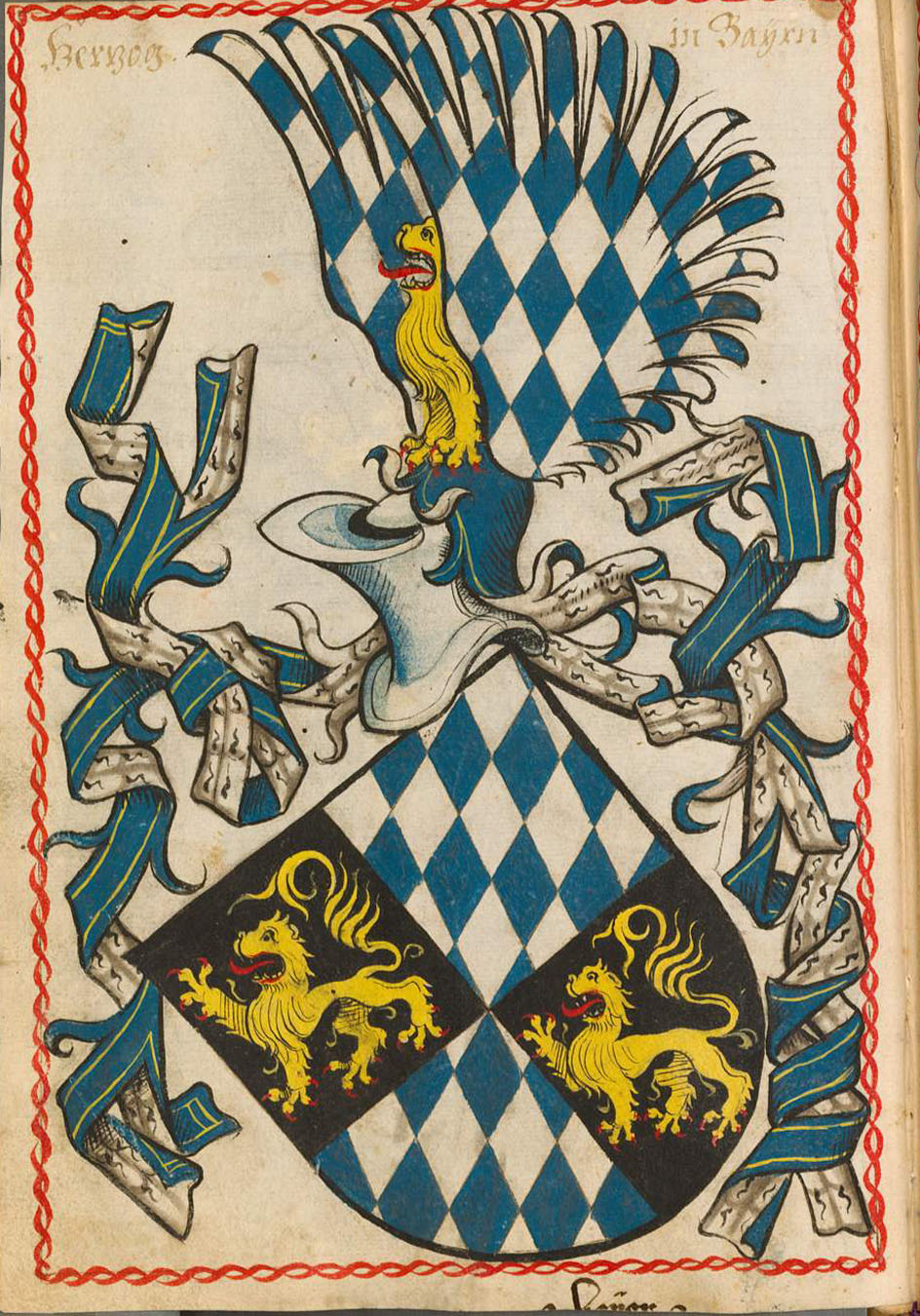
Herb księcia Bawarii

Herbarz on-line
- Herbarz w wersji zdigitalizowanej na stronie Bayerische Staats Bibliothek - Münchener Digitalisierungs Zentrum:

- Scheibler'sches Wappenbuch - BSB Cod.icon. 312 c 